# Saint-Pierre-le-Vieux (Saône-et-Loire)
Pour les articles homonymes, voir Saint-Pierre et Saint-Pierre-le-Vieux.
Saint-Pierre-le-Vieux est une commune française située dans le département de Saône-et-Loire, en région Bourgogne-Franche-Comté.

## Géographie

### Climat
Pour des articles plus généraux, voir Climat de la Bourgogne-Franche-Comté et Climat de Saône-et-Loire.
En 2010, le climat de la commune est de type climat océanique dégradé des plaines du Centre et du Nord, selon une étude du Centre national de la recherche scientifique s'appuyant sur une série de données couvrant la période 1971-2000. En 2020, Météo-France publie une typologie des climats de la France métropolitaine dans laquelle la commune est exposée à un climat de montagne ou de marges de montagne et est dans la région climatique Centre et contreforts nord du Massif Central, caractérisée par un air sec en été et un bon ensoleillement.
Pour la période 1971-2000, la température annuelle moyenne est de 10,2 °C, avec une amplitude thermique annuelle de 16,9 °C. Le cumul annuel moyen de précipitations est de 923 mm, avec 11,3 jours de précipitations en janvier et 7,5 jours en juillet. Pour la période 1991-2020, la température moyenne annuelle observée sur la station météorologique de Météo-France la plus proche, « Matour_sapc », sur la commune de Matour à 5 km à vol d'oiseau, est de 11,0 °C et le cumul annuel moyen de précipitations est de 1 029,8 mm. 
La température maximale relevée sur cette station est de 39 °C, atteinte le 24 juillet 2019 ; la température minimale est de −16,4 °C, atteinte le 5 février 2012,,.
Les paramètres climatiques de la commune ont été estimés pour le milieu du siècle (2041-2070) selon différents scénarios d'émission de gaz à effet de serre à partir des nouvelles projections climatiques de référence DRIAS-2020. Ils sont consultables sur un site dédié publié par Météo-France en novembre 2022.

## Urbanisme

### Typologie
Au 1er janvier 2024, Saint-Pierre-le-Vieux est catégorisée commune rurale à habitat très dispersé, selon la nouvelle grille communale de densité à sept niveaux définie par l'Insee en 2022.
Elle est située hors unité urbaine et hors attraction des villes,.

### Occupation des sols
L'occupation des sols de la commune, telle qu'elle ressort de la base de données européenne d’occupation biophysique des sols Corine Land Cover (CLC), est marquée par l'importance des territoires agricoles (76,7 % en 2018), une proportion sensiblement équivalente à celle de 1990 (76,8 %). La répartition détaillée en 2018 est la suivante : prairies (56,2 %), forêts (23,3 %), zones agricoles hétérogènes (17,7 %), terres arables (2,8 %). L'évolution de l’occupation des sols de la commune et de ses infrastructures peut être observée sur les différentes représentations cartographiques du territoire : la carte de Cassini (XVIIIe siècle), la carte d'état-major (1820-1866) et les cartes ou photos aériennes de l'IGN pour la période actuelle (1950 à aujourd'hui).

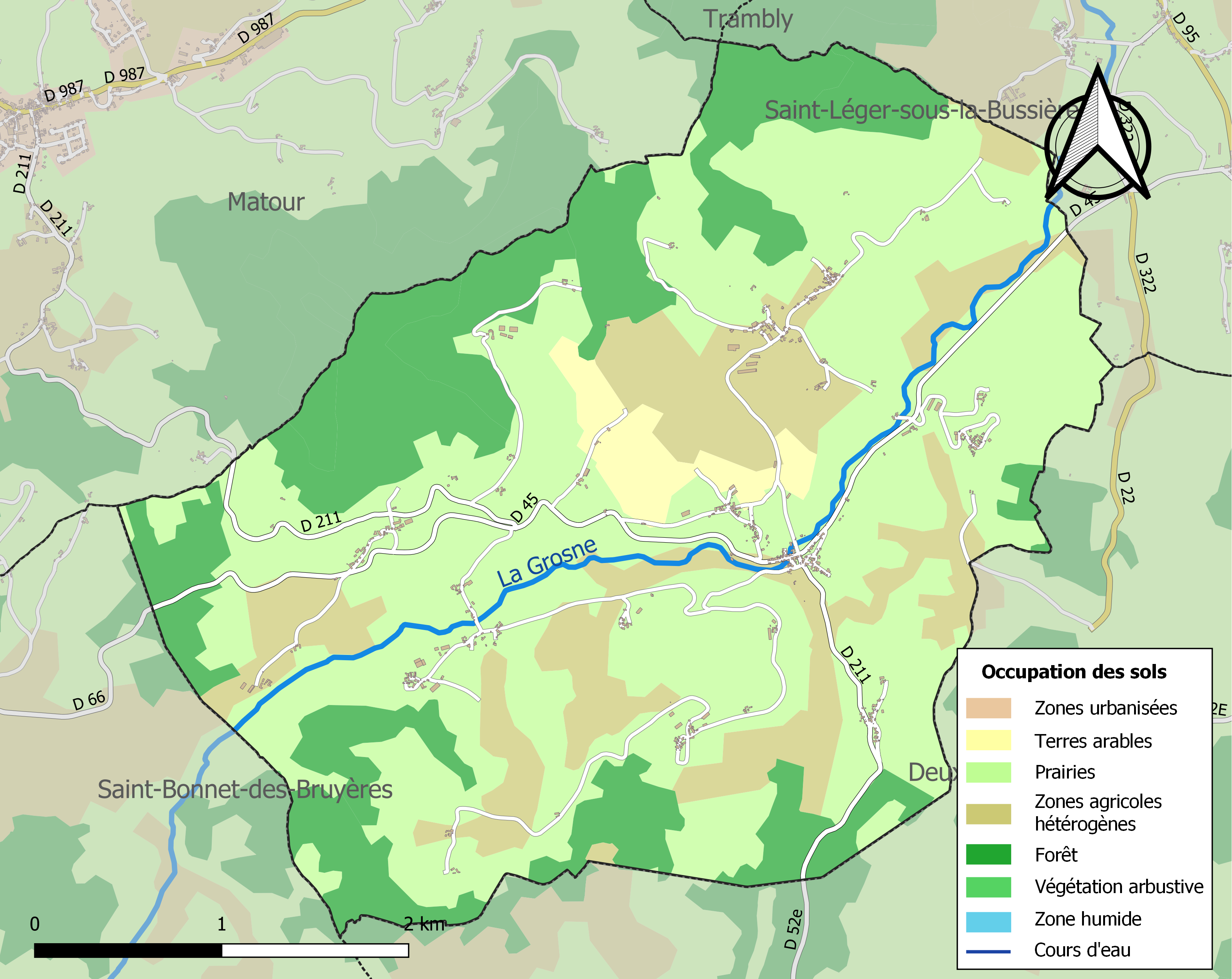
Carte des infrastructures et de l'occupation des sols de la commune en 2018 (CLC).

## Histoire
En 1789, la commune est partagée entre les bailliages de Mâcon et du Beaujolais. De 1793 à 1801, pendant la période révolutionnaire, la commune est nommée Pierre-Neuve,.

## Politique et administration
| Période                                  | Période   | Identité           | Étiquette | Qualité |
| ---------------------------------------- | --------- | ------------------ | --------- | ------- |
| 1994                                     | 2004      | Joseph Briday      |           |         |
| 2004                                     | mars 2008 | Simone Desrayaud   |           |         |
| mars 2008                                | 2020      | Charles Bélicard   |           |         |
| 2020                                     | 2024      | Cédric Grandperret |           |         |
| 2024                                     |           | Michèle Dorin      |           |         |
| Les données manquantes sont à compléter. |           |                    |           |         |

## Démographie
Entre 2006 et 2010, (derniers recensements connus), la population de la commune a augmenté de 1,8 %.

L'évolution du nombre d'habitants est connue à travers les recensements de la population effectués dans la commune depuis 1793. Pour les communes de moins de 10 000 habitants, une enquête de recensement portant sur toute la population est réalisée tous les cinq ans, les populations de référence des années intermédiaires étant quant à elles estimées par interpolation ou extrapolation. Pour la commune, le premier recensement exhaustif entrant dans le cadre du nouveau dispositif a été réalisé en 2006.

En 2022, la commune comptait 378 habitants, en évolution de +7,08 % par rapport à 2016 (Saône-et-Loire : −1,06 %, France hors Mayotte : +2,11 %).
| 1793  | 1800  | 1806  | 1821  | 1831  | 1836  | 1841  | 1846  | 1851  |
| ----- | ----- | ----- | ----- | ----- | ----- | ----- | ----- | ----- |
| 1 130 | 1 219 | 1 218 | 1 159 | 1 200 | 1 270 | 1 218 | 1 224 | 1 194 |

| 1856  | 1861  | 1866  | 1872  | 1876  | 1881  | 1886  | 1891  | 1896 |
| ----- | ----- | ----- | ----- | ----- | ----- | ----- | ----- | ---- |
| 1 167 | 1 141 | 1 176 | 1 098 | 1 076 | 1 056 | 1 054 | 1 005 | 955  |

| 1901 | 1906 | 1911 | 1921 | 1926 | 1931 | 1936 | 1946 | 1954 |
| ---- | ---- | ---- | ---- | ---- | ---- | ---- | ---- | ---- |
| 901  | 854  | 777  | 659  | 627  | 599  | 604  | 586  | 512  |

| 1962 | 1968 | 1975 | 1982 | 1990 | 1999 | 2006 | 2011 | 2016 |
| ---- | ---- | ---- | ---- | ---- | ---- | ---- | ---- | ---- |
| 484  | 445  | 382  | 354  | 301  | 334  | 330  | 341  | 353  |

| 2021 | 2022 | - | - | - | - | - | - | - |
| ---- | ---- | - | - | - | - | - | - | - |
| 373  | 378  | - | - | - | - | - | - | - |

## Lieux et monuments
- L'église, de la fin du Xe siècle (roman primitif).

Aux alentours
- Le Lab 71 à Dompierre-les-Ormes ;

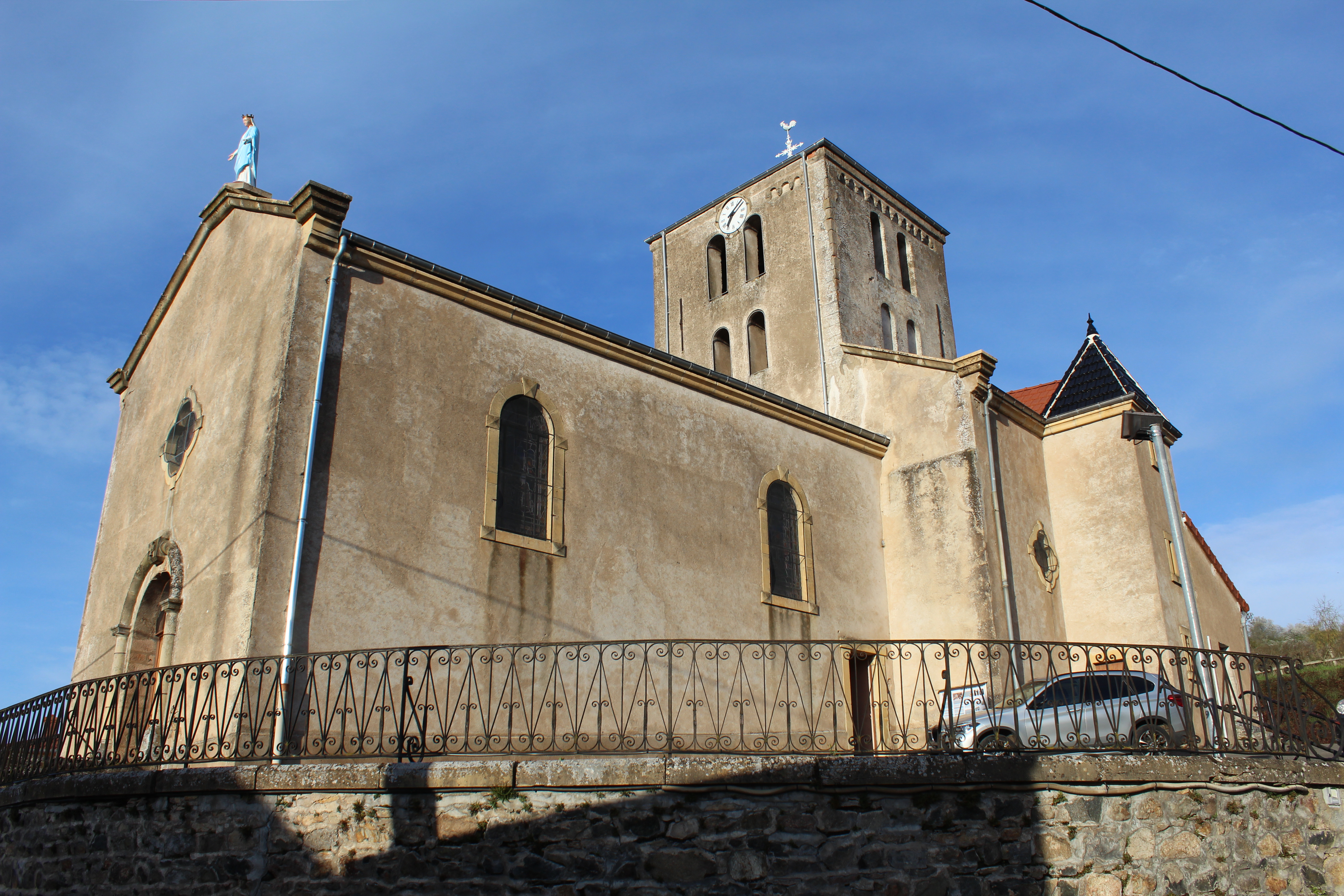
L'église Saint-Pierre.

- L'Arboretum de Pézanin à Dompierre-les-Ormes.

## Pour approfondir